# Észak-Ciprus
Észak-Ciprus, hivatalosan az Észak-ciprusi Török Köztársaság (törökül Kuzey Kıbrıs Türk Cumhuriyeti) egy Törökország befolyása alatt levő bábállam, amely Ciprus szigetének északkeleti harmadán terül el.
Nicosia (törökül Lefkoşa, görögül Λευκωσία [Lefkoszía]) északi fele az Észak-ciprusi Török Köztársaság területén található, a város mindkét ország fővárosa. Az észak-ciprusi kormány viszont nem itt, hanem Girne városában működik.

## Földrajz
Az ország a Földközi-tenger keleti medencéjében fekvő Ciprus szigetének északi részén fekszik, területének 37%-án. Mivel a sziget az ázsiai kontinentális talapzaton található, így földrajzi szempontból Ázsiához tartozik.
Délen és nyugaton a zöld vonal nevű ENSZ-csapatok által felügyelt övezet választja el a Ciprusi Köztársaságtól. Szomszédos délkeleten Dekélia brit katonai bázissal is. A sziget északnyugati partján Erenköy exklávé tartozik még hozzá.

### Domborzat

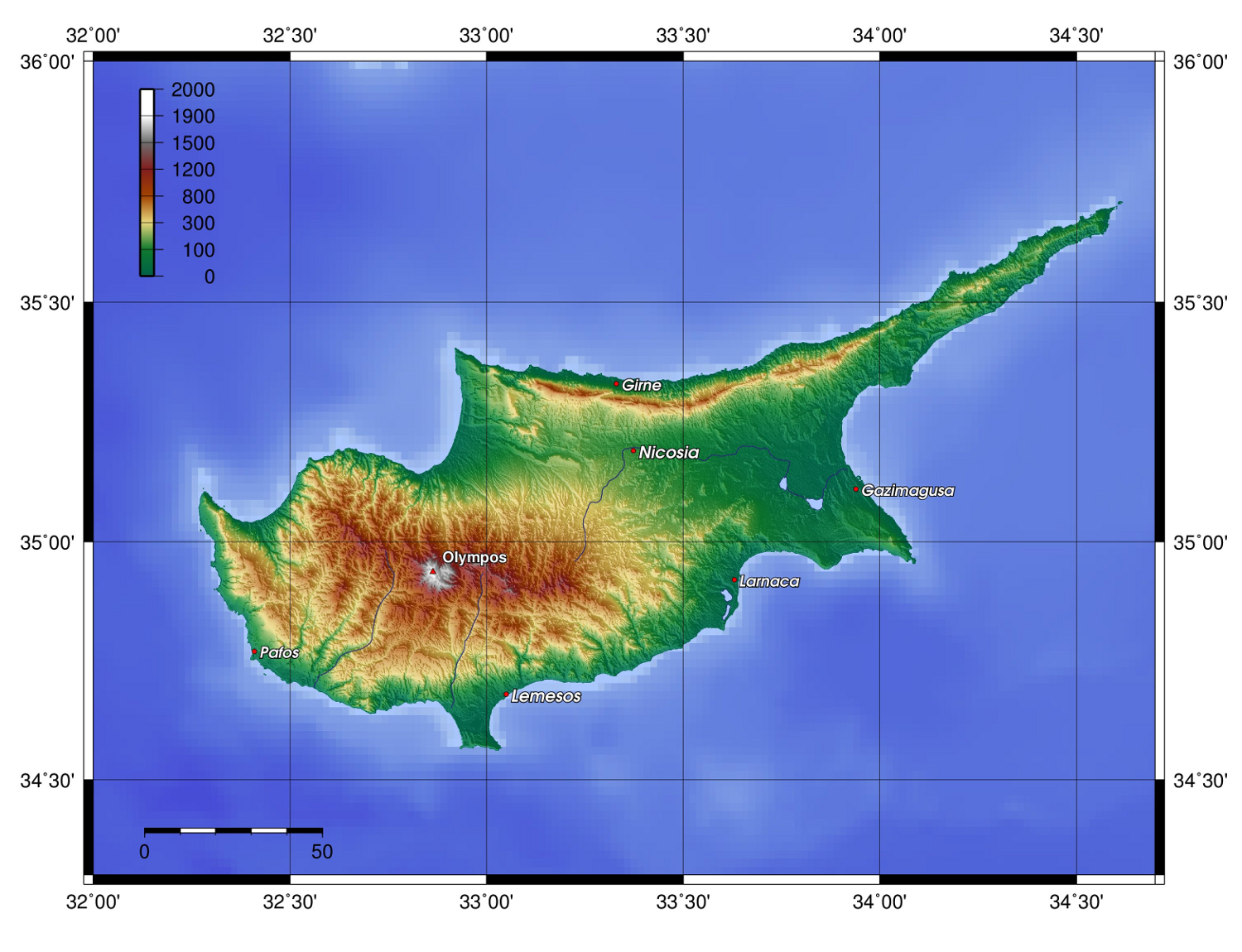
Ciprus domborzati térképe

Az északi tengerparton húzódik a Kerínia-hegység. Legmagasabb pontja a Selvili Tepe, 1024 m. Délebbre a Mezaoria-síkság található. Északkeleten a 80 km hosszú és 10 km széles Karpasz-félsziget (törökül Karpaz) nyúlik a tengerbe.

### Vízrajz
Legfőbb folyó: Messaria. A patakok többsége időszakos, nyáron kiszárad.

### Éghajlat
A sziget éghajlata mediterrán. Mivel a csapadékot hozó szelek nyugatról érkeznek és a szigeten elég magas hegység is van, keleti része jóval szárazabb, mint a nyugati. A magasabb hegyekben télen lehet tartós hó.

### Környezeti állapot
Politikai okokból Észak-Cipruson az utóbbi évtizedekben kevés látogató járt, és a helyi mezőgazdaság tevékenysége is csökkent. Ez jót tett a természeti környezetnek. Fajokban aránylag szegény, de érdekes állatok és növények élnek ott.

#### Nemzeti park
A Karpasz-félszigeten nemzeti parkot alakítottak ki: ez a Karpaz Nemzeti Park. Nem csak a természeti környezet érdekes itt, hanem sok a különböző korokból származó rom.

## Történelem
A köztársaság egyoldalú kikiáltására 1983. november 15-én, kilenc évvel a görög ciprióta államcsíny után került sor. Az államcsínyt az EOKA-B (Ciprióta Harcosok Görög szervezete) hajtotta végre 1974-ben a görög katonai junta támogatásával, amelyet a sziget északi részének török megszállása követett 1974. július 20-án. Törökország a sziget 37%-át törvénytelenül foglalta el. A Köztársaság előtt, 1975–1983 között ezen a területen a Ciprusi Török Szövetségi Állam létezett.
Észak-Ciprust jelenleg kizárólag Törökország ismeri el. Az Iszlám Konferencia Szervezete már tett lépéseket Észak-Ciprus elismerése érdekében, míg a nemzeti kormányok és az ENSZ a Ciprusi Köztársaság de jure szuverenitását ismerik el a sziget teljes területe fölött. Az ENSZ több határozatában is kijelentette, hogy az Észak-ciprusi Török Köztársaságot illegális formációnak tartja. Észak-Ciprus gyakorlatilag Törökország önkormányzattal rendelkező protektorátusa. Bár az ország intézményeit nem ismerik el, Észak-Ciprus elnökét elfogadják a ciprusi török közösség tárgyaló képviselőjének. Észak-Ciprus jelentkezett a Nemzetközösségi Játékok Szövetségébe, hogy a ciprusi csapattól független csapattal vehessen részt a Nemzetközösségi Játékokon, de ezt a kérését elutasították.
A 2000-es években a sziget ügyeiben az újraegyesítés kérdése dominált, de a görög gazdasági válság és csődközeli helyzet miatt, amely Ciprusra is hatással volt, illetve a térségre nehezedő migrációs válság okán ismét háttérbe került.
A törökök üdvözölték Ciprus tervezett csatlakozását az Európai Unióhoz (EU), és 2004-ben mindkét oldalon népszavazást tartottak az Egyesült Nemzetek Szervezete (ENSZ) közvetítésével kidolgozott megbékélési tervről. Ezt a tervet egyaránt ellenezte a Ciprusi Köztársaság elnöke, Tásszosz Papadópulosz, valamint Rauf Denktaş, a török ciprióták elnöke. A török ciprióták többsége elfogadta a tervet, de a déli rész görög lakosságának túlnyomó többsége elvetette azt. Végeredményben Ciprus megosztott országként lépett be az Európai Unióba: az északi rész jogilag a Ciprusi Köztársaság tagja, és ily módon de jure tagja az EU-nak, de a terület EU-tagsága a török megszállás miatt felfüggesztésre került, azaz Észak-Ciprus a gyakorlatban kizáródott az Unióból. A szavazás eredménye nyomán Denktaş lemondott, utódja a megoldást kereső Mehmet Ali Talat lett.
Az EU-ban folyamatosan napirenden van a ciprusi kérdés: a Tanács már néhány héttel Ciprus belépése után elfogadta a csatlakozási okmány 10. jegyzőkönyvének 2. cikke szerinti rendszerről szóló 866/2004/EK rendeletet, amely azóta ötször módosult, elsősorban azért, hogy növekedjék a szigeten belüli kereskedelem, és így erősödjenek a belső kapcsolatok, ami hozzájárulhat a leendő újraegyesítéshez. A rendelet szabályozza, hogyan léphetik át a személyek és az áruk a ciprusi belső határt, és néhány egyéb kérdést.
Nikosz Anasztasziadisz ciprusi elnök, illetve Derviş Eroğlu észak-ciprusi államfő 2014-ben kijelentették, hogy mihamarabb a sziget egyesítését szeretnék elérni.

## Államszervezet és közigazgatás

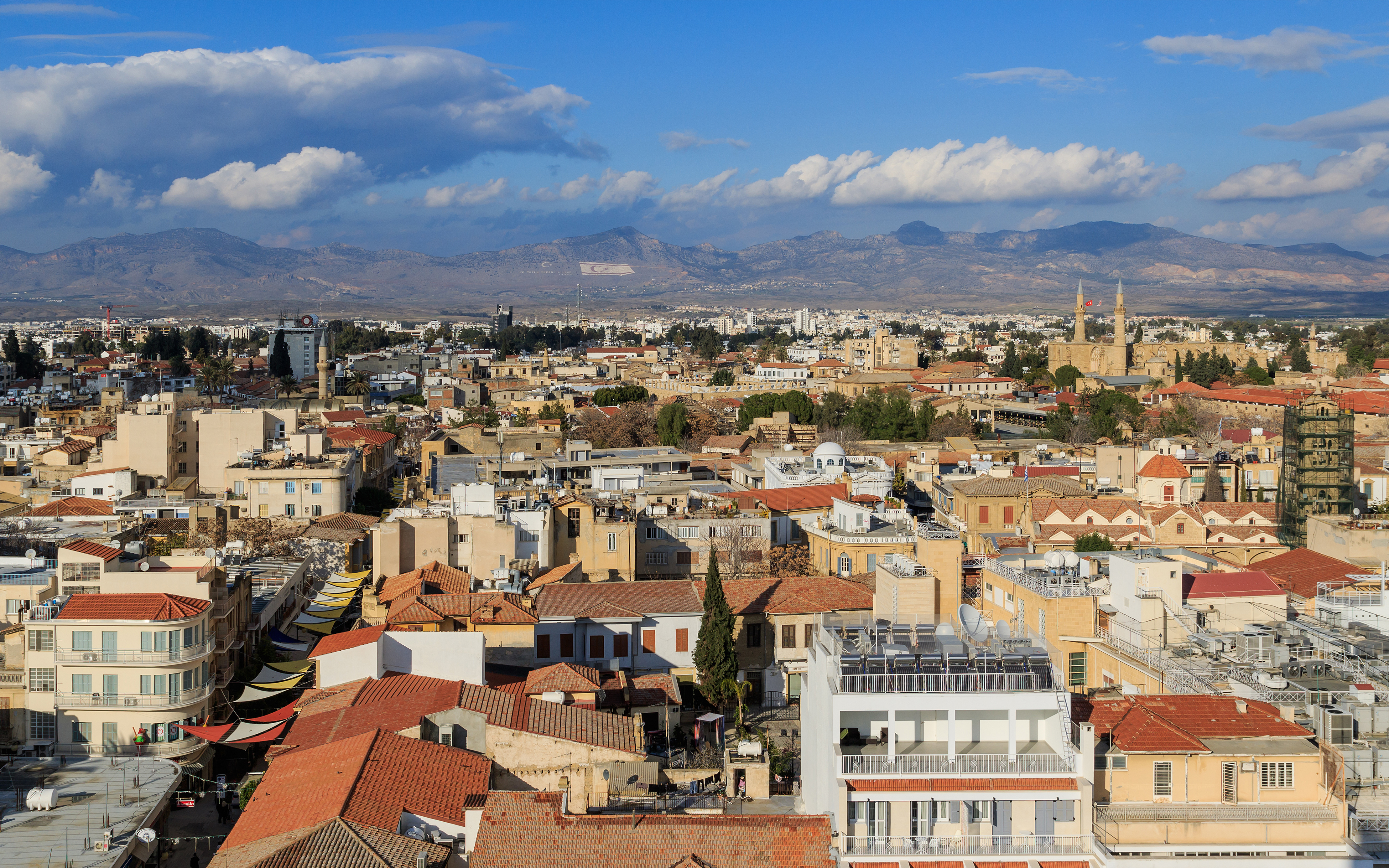
Nicosia

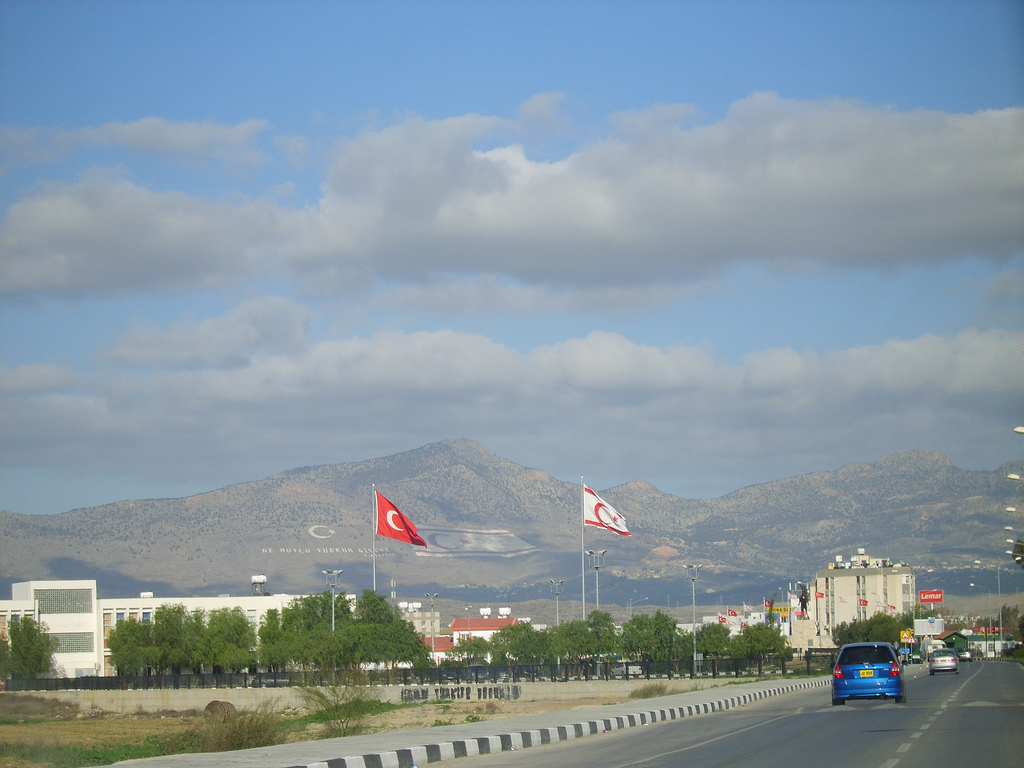
Atatürk emlékmű Nicosia északi részén

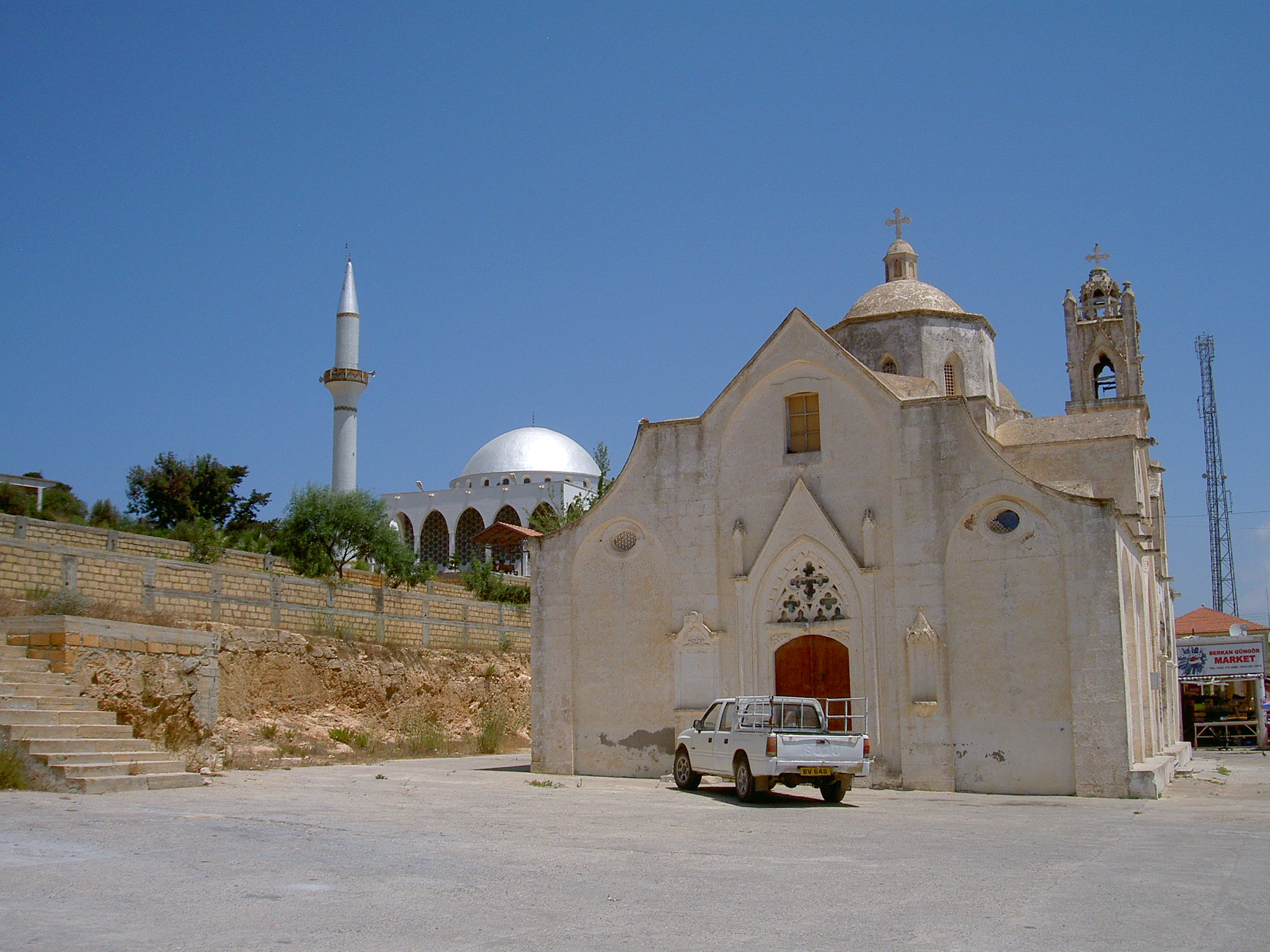
Dipkarpaz (Rizokárpaszo)

- Államforma: parlamentáris köztársaság.

### Elnökök
- Rauf Raif Denktaş (1974–2005)
- Mehmet Ali Talat (2005–2010)
- Derviş Eroğlu (2010–2015)
- Mustafa Akıncı (2015–2020)
- Ersin Tatar (2020-)

### Közigazgatás
Észak-Ciprus 5 kerületre oszlik:

### Városok
- Değirmenlik
- Dipkarpaz
- Erenköy
- Gazimağusa
- Girne
- Güzelyurt
- İskele
- Lapta
- Lefke
- Lefkoşa (Nicosia) főváros
- Yeni Erenköy
- Gecitkale

## Népesség
A lakosság szinte 100%-ban a török nyelvet használó török etnikumhoz tartozik, két fő csoportja van: a török ciprióták és a betelepült anatóliai törökök csoportja. Az idősebb török ciprióták legnagyobb része beszél és ért görögül. Igen kis számban élnek még a területen görög ciprióták és maroniták is. Az anatóliai törökök jelenléte is gátló tényező az újra egyesítésben, mert a ciprusi görög politikusok ezen betelepült törökök távozását óhajtják a szigetről (lásd: Törökországi törökök Észak-Cipruson).
- Népcsoportok: török ciprióta 33%, törökországi török 66%, egyéb 1%.
- Nyelvek: A hivatalos nyelv a török, de beszélik még az angolt is, valamint a ciprusi törököt, ami egy helyi török nyelvjárás.
- Vallások: szunnita iszlám 99%, egyéb 1%.

## Gazdaság
- Exporttermékek: citrusfélék, burgonya, textília
- Importtermékek: élelmiszer, nyersanyagok, vegyipari termékek, műszaki berendezések és alkatrészek, iparcikkek
- Főbb kereskedelmi partnerek: Törökország, Egyesült Királyság, Európai Unió.

Észak-Ciprus gazdaságának jelentős hányadát a szolgáltatások teszik ki. 2007-ben ez adta a GDP 69%-át. Az ehhez tartozó oktatás 2011-ben 400 millió dollár bevételt hozott. A könnyűipar 22%-ot, a mezőgazdaság 9%-ot tesz ki. A gazdaság szabadpiaci megközelítésen alapszik.
Észak-Ciprus politikai helyzete viszont jelentős mértékben kihat a régió gazdasági életére. Az ellene érvényben levő embargó miatt a nemzetközi repülőterek és kikötők bezártak, ezeket már csak Törökország veszi igénybe. Észak-Ciprus emiatt erősen rászorul a török gazdasági támogatásra és pénzátutalásokra, valamint Törökország esetleges gazdasági nehézségei Észak-Ciprust is hátrányosan érintik.
Az ország nem vezetett be saját valutát, hanem először a török lírát kezdte használni, 2009-től pedig a török új lírát vezette be. Észak-Ciprus nem tagja az Európai Uniónak, viszont az euró széles körben mozog a területén, köszönhetően annak, hogy a Ciprusi Köztársasággal annyira enyhült a feszültség, hogy a két terület között kialakult bizonyos mértékű szabad átjárás. 2011-ben Észak-Ciprus villamos energiával segítette ki a Ciprusi Köztársaságot, miután az ottani legnagyobb villamoserőmű egy robbanás következtében súlyosan megrongálódott.
Az export-import útja törökországi folyosókon zajlik, a Ciprusi köztársaságon keresztül legálisan nem folytatható, noha a technikai körülmények adottak és kedvezők is. Az Annan-terv felvetette a korábban bezárt kikötők újbóli megnyitását a nemzetközi forgalom előtt, azonban a terv megbukott főként a görög ciprióták ellenállása miatt.
A nemzetközi elismertség hiánya ellenére Észak-Ciprus gazdasága stabil és fejlődőképes, amit elősegít az új török líra viszonylagos állékonysága. Az utóbbi a 2000-es évek közepétől jelentősen fejlődött az építőipar és az oktatás. 2002 és 2007 között az egy főre eső bruttó nemzeti termék több mint a háromszorosára nőtt, a 2002. évi 4 409 dollárról 16 158 dollárra. Ez a növekedés tartósan folytatódott és a 2010-es évektől a munkanélküliségi ráta is jelentősen csökkent.
A megfelelő ivóvíz- és öntözővíz korábban mindig is komoly problémát jelentett az egész szigetnek. Ezt a problémát 2015-ben egy a Földközi-tenger alatt vezetett csővezetékkel oldották meg, amely a friss vizet Dél-Törökországból szállítja Észak-Ciprusra.
Észak-Ciprust törökországi telefonvonalakon keresztül lehet hívni, illetve az internet domainje is a törökországihoz van kötve. A postai küldemények szintén Törökországon keresztül érkeznek.

## Közlekedés
- Közutak hossza: 2350 km
- Repülőterek száma: 3 (Ercan nemzetközi repülőtér (Lefkoşa), Geçitkale Repülőtér (Gazimağusa), Pınarbaşı Repülőtér (Girne))
- Kikötők száma: 2 (Girne Kikötő, Gazimağusa  Kikötő)

## Kultúra

### Oktatás
Egyetemek:
- Eastern Mediterranean University
- Near East University Archiválva 2011. augusztus 26-i dátummal a Wayback Machine-ben
- European University of Lefke Archiválva 2009. június 15-i dátummal a Wayback Machine-ben
- International Cyprus University
- Girne American University
- Middle East Technical University's (METU) Güzelyurt (Morphou) Campus

### Gasztronómia
Észak-Cipruson a gasztronómia alapja a török konyha, de görög ciprióta párjával együtt rengeteg külső hatás is érte, illetőleg egymásra is hatással voltak az idők folyamán. Mind a török, mind a görög ciprióta konyha mutatja az arab, törökországi török, görögországi görög, francia, olasz és angol konyha befolyásának jegyeit.
A török telepesek magától értetődően magukkal hozták a kontinensről saját étkezési és ételkészítési szokásaikat. Az autochton török ciprióta konyha azonban több dologban elüt a törökországitól. Először is a ciprusi török konyhán széles körben elterjedt az olívaolaj, a juhtejből készült sajtok és a friss hal. Gyakoriak az egzotikus ételek, mint a tengeri csigák és más tengergyümölcsök a tengerparti területeken.
A fő étkezéseket mindig megelőzi a meze nevű előétel, afféle kis harapnivaló, amely különféle ételekből állhat össze. Általában 10-15 kis adag étel tartozik a mezéhez, amely meleg, majd hideg. Így például lehet ez különféle mártások, melyeket kenyérre lehet kenni, pácolt és sózott olajbogyó, pácolt zöldség és fokhagyma, tejfölös uborka, forró zöldpaprika, dolma (rizs vagy darálthús szőlőlevélben), zöldségsaláta, olvasztott sajt, füstölt birkasonka, sült birka, sült polip, sült kalamári, pirított báránykolbász, párolt vagy töltött padlizsán, halászlé stb.
Főételek lehetnek különböző sülthúsok, amelyeket nyílt tűzön, faszén felett, nyárson vagy rácson készítenek. Jellemző, hogy a birkasonkát kőből épült kemencében sütik meg, amely a görögöknél is elterjedt szokás.
Nagyon népszerű Észak-Cipruson a friss hal fogyasztása, amit leggyakrabban megsütnek. Gyakran szolgálják fel mártással, kifilézve. Elterjedt ugyanakkor a fehérborban és olívaolajban párolt hal, amelyhez zöldségeket és gombát adnak. A sziget török felén számos kebab-fajtával találkozhatunk a gasztronómiában. Itt is közkedvelt étel a görög eredetű muszaka.
Az olasz makaróni tészta elemi része az itteni konyhának, sajátos, helyi adalékokkal.
Sajtkészítés területén Észak-Cipruson három hagyományos típust állítanak elő, mint hellym, az enyhén sós nor és az erősen sós, s elég kemény peinir.
Az édességek, fagylaltok, édes italok választéka hatalmas.

## Ünnepek
- Február 13.: A függetlenség napja, nemzeti ünnep (1975)

## Turizmus
A turizmus Észak-Ciprusnak is húzóágazata, gazdaságának egyik fő mozgatórugója. 2012-ben az ország több mint egymillió turistát fogadott, a szállodák és az éttermek 328 millió dolláros bevételt termeltek, ezzel a GPD-hez 8,5%-kal járultak hozzá. Ebben az évben a vendéglátóipar 10 ezer új munkahelyet teremtett.
A turizmus a 2000-es és 2010-es években nagy fejlődésen ment keresztül, a turisták száma több mint kétszeresére nőtt, megszaporodtak a beruházások és számos új szálloda épült. Az idegenforgalomból származó jövedelem a becslések szerint már 700 millió dollár körül mozgott 2013-ban, a szállodák és egyéb vendéglátóhelyek mintegy 20 ezer ággyal bírtak.
Az észak-ciprusi turizmus fő csomópontja az állam de facto székhelye Girne városa. A városban számos impozáns szálloda (az észak-ciprusi szállodaállomány mintegy ⅔-a található itt), szórakozóhely és bevásárlóközpont van. Girne népszerű pezsgő éjszakai életéről. Az Észak-Ciprusra látogató turisták több mint 60%-a is Girnét kereste fel.
Észak-Ciprus enyhe klímája vonzó, területén számos természeti szépség és történelmi emlékhely akad. Az ökoturizmus is jellemző a területen, sok madár- és növénymegfigyelő érkezik Észak-Ciprusra. A látogatóknak kerékpártúrákat és gyaloglást szerveznek. Észak-Cipruson a közbiztonság kiváló. A Karpasz-félszigeten korszerűen fenntartott és rendezett strandok üzemelnek, illetve a térségben néprajzi fesztiválokat tartanak. Ugyanitt van egy nemzeti park és egy kikötő, amit nemzetközi jachtok és egyéb hajók fogadására létesítettek. Külön látványosság még a bizánci időkből való kantarai vár.
Az észak-ciprusi vezetés támogatja területén a kaszinókat, amelyek az 1990-es évek óta szintén húzóágazattá nőtték ki magukat és jelentős bevételi forrást jelentenek. A Ciprusi Köztársaságban és Törökországban nem minősül legálisnak az ilyen tevékenység, ezért sokan Észak-Ciprusra mennek, ha kaszinókban akarnak játszani. Ennek a szektornak a tevékenységét rengeteg bírálat éri, mivel vélemények szerint hátrányosan érint kis- és középvállalkozásokat.
Szintén komoly szerepe van a prostitúciónak és a szexturizmusnak. Mivel Észak-Cipruson számos a szexipart érintő törvényt és jogszabályt meg lehet kerülni, amelyek Törökországban és a Ciprusi Köztársaságban ezen ágazat tevékenységét korlátozzák, így a terület az ezzel foglalkozóknak illetve igénylőknek szintén népszerű célpont, így ez rengeteg visszaélésre ad okot.

## Sport
Mivel Észak-Ciprus a nemzetközi jog szerint nem független a Ciprusi Köztársaságtól, a NOB nem vette fel a tagjai közé, ezért az észak-ciprusi sportolóknak ciprusi színekben kell szerepelniük.

### Labdarúgás
Az országnak van labdarúgó-válogatottja, amely sem az UEFA-nak, sem a FIFA-nak nem tagja.